# Eero Järnefelt
Erik (Eero) Nikolai Järnefelt (Viipuri, 8 novembre 1863 – Helsinki, 15 novembre 1937) è stato un pittore e insegnante finlandese.
È noto soprattutto per i suoi ritratti e paesaggi dell'area intorno al Parco Nazionale di Koli. Vincitore di medaglie all'Esposizione Universale di Parigi del 1889 e 1900, insegnò arte all'Università di Helsinki ed è stato presidente dell'Accademia finlandese di belle arti.

## Biografia

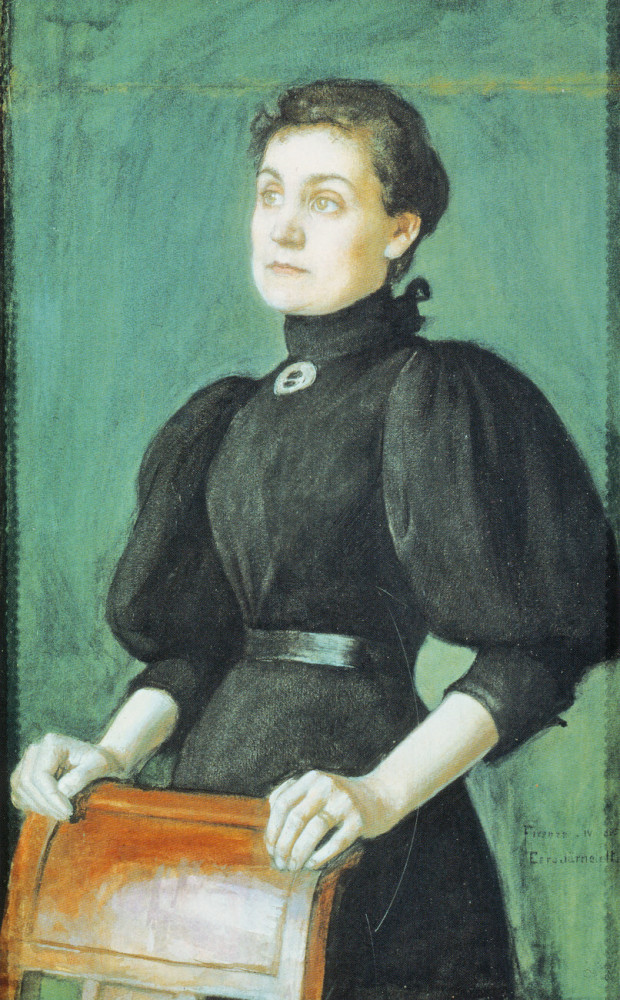
Ritratto di sua moglie, Saimi

Era figlio del generale Alexander Järnefelt e della baronessa Elisabeth Järnefelt (nata Clodt von Jürgensburg). Veniva da una famiglia di artisti, scrittori e compositori finnofili di lingua svedese discendenti dall'aristocrazia baltica. anche molti dei suoi otto fratelli divennero famosi: Kasper Järnefelt (un critico letterario), Arvid (un giudice e scrittore), Armas (un compositore e direttore d'orchestra) e Aino (moglie di Jean Sibelius).
Dopo essersi diplomato in un'accademia privata, studiò all'Accademia di Belle Arti, Helsinki dal 1874 al 1878, all'Accademia Imperiale delle Arti dal 1883 al 1886 (dove uno dei suoi insegnanti era suo zio, Mikhail Clodt), e all'Académie Julian di Parigi dal 1886 al 1888, dove studiò con Tony Robert-Fleury. Un'influenza importante fu il Naturalismo di Jules Bastien-Lepage.
Nel 1889 sposò l'attrice Saimi Swan. Nel 1892 fece il suo primo viaggio nell'area intorno a Koli con Juhani Aho e sua moglie, la pittrice Venny Soldan-Brofeldt. Rimase colpito dal paesaggio del luogo e continuò a tornarci regolarmente in visita fino al 1936. Più tardi fece diversi viaggi di studio; in Italia nel 1894 e in Crimea nel 1899. Nello stesso anno aiutò a organizzare una mostra internazionale a San Pietroburgo, sponsorizzata dalla Mir Iskusstva.
Nel 1901 costruì una casa che chiamò "Suviranta" (Spiaggia d'estate) nella colonia di artisti vicino al lago Tuusula, progettata da Usko Nyström. Visse lì solo fino al 1917, poi si trasferì a Helsinki, ma è ancora di proprietà e utilizzata dalla sua famiglia.
Dal 1902 al 1928 insegnò disegno all'Università di Helsinki. Fu nominato professore lì nel 1912 e fu presidente dell'"Accademia finlandese di belle arti". La sua ultima grande opera fu una pala d'altare per la chiesa di Raahe, completata nel 1926. Nel 2013 si tenne una grande retrospettiva, che comprendeva diverse opere precedentemente sconosciute.

## Dipinti scelti

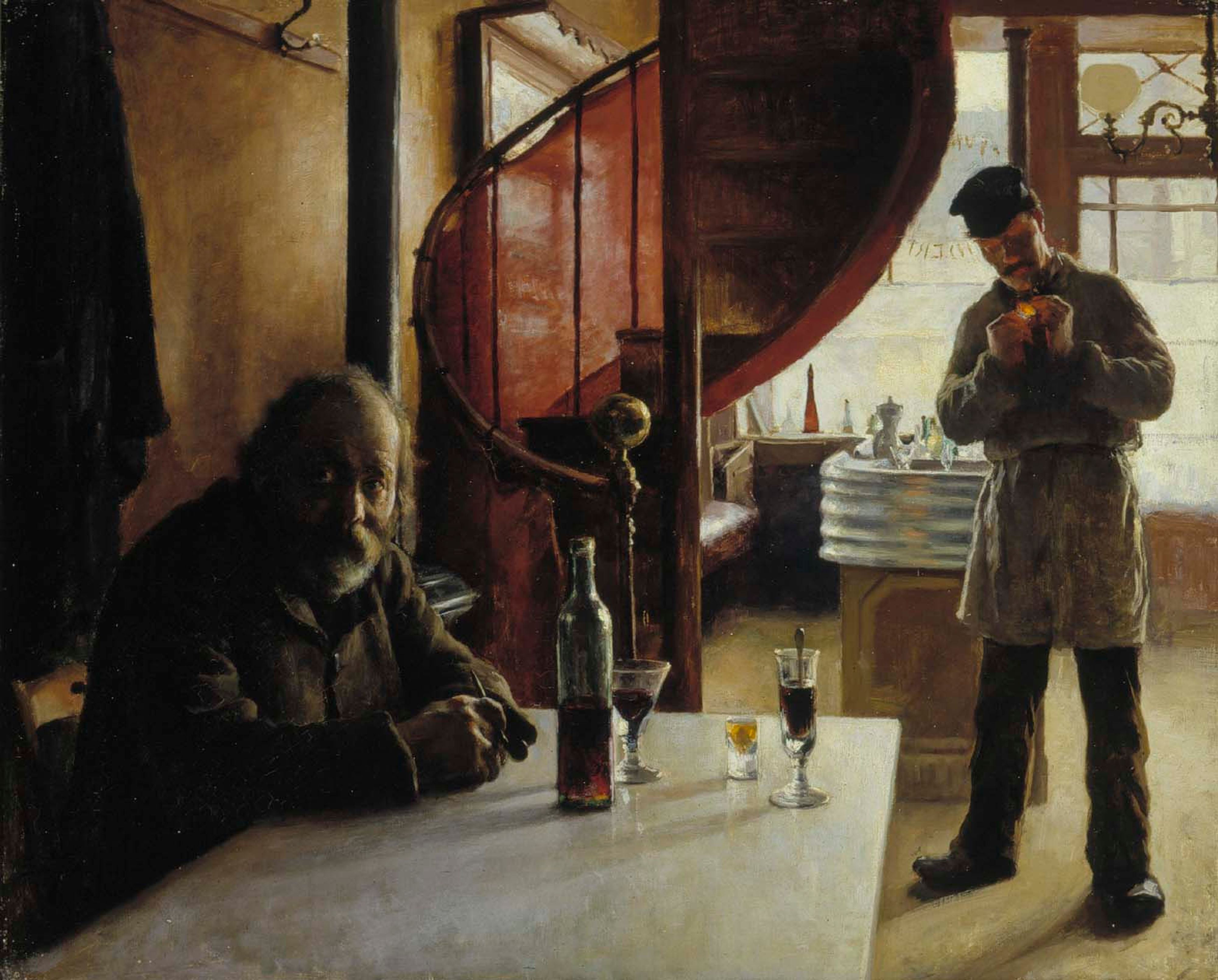
French wine bar (1888)
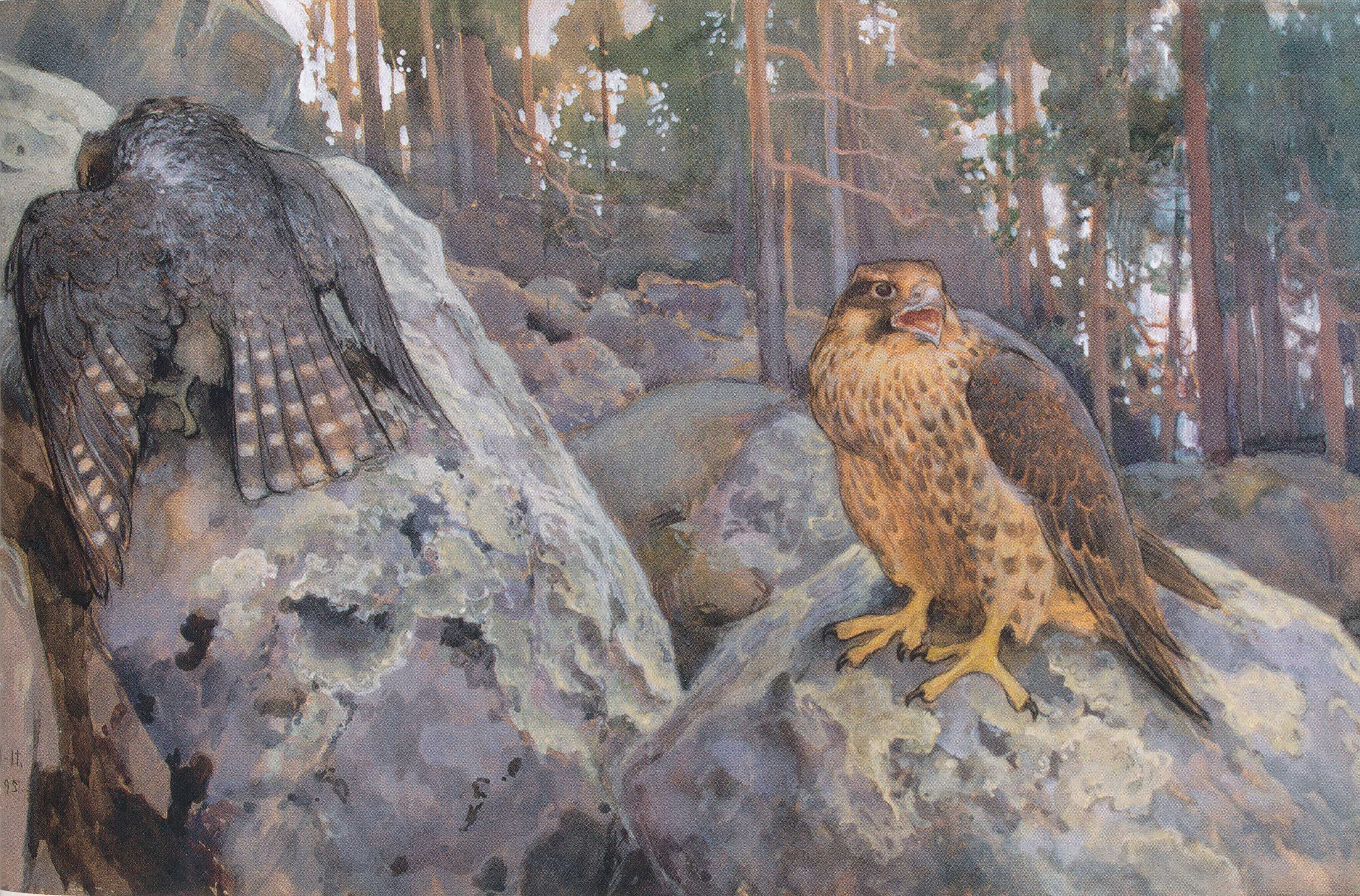
Falcons in the Forest (1895)
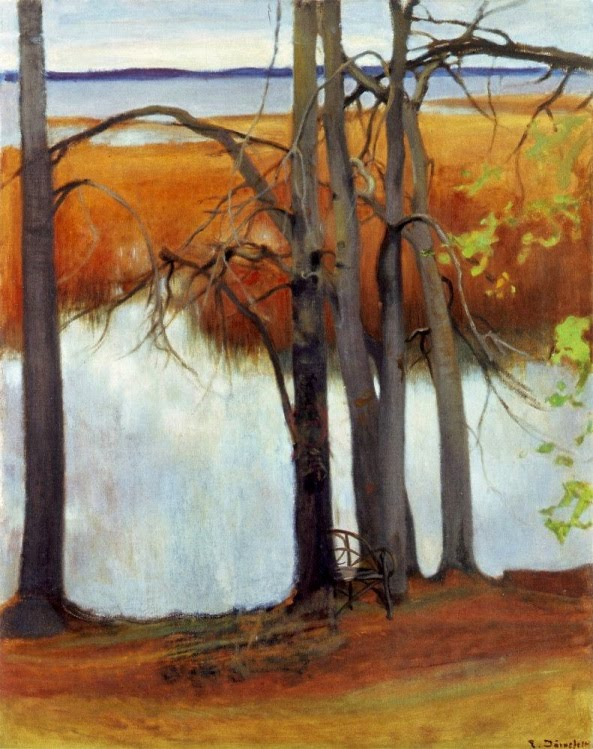
A Bed of Reeds (1905)
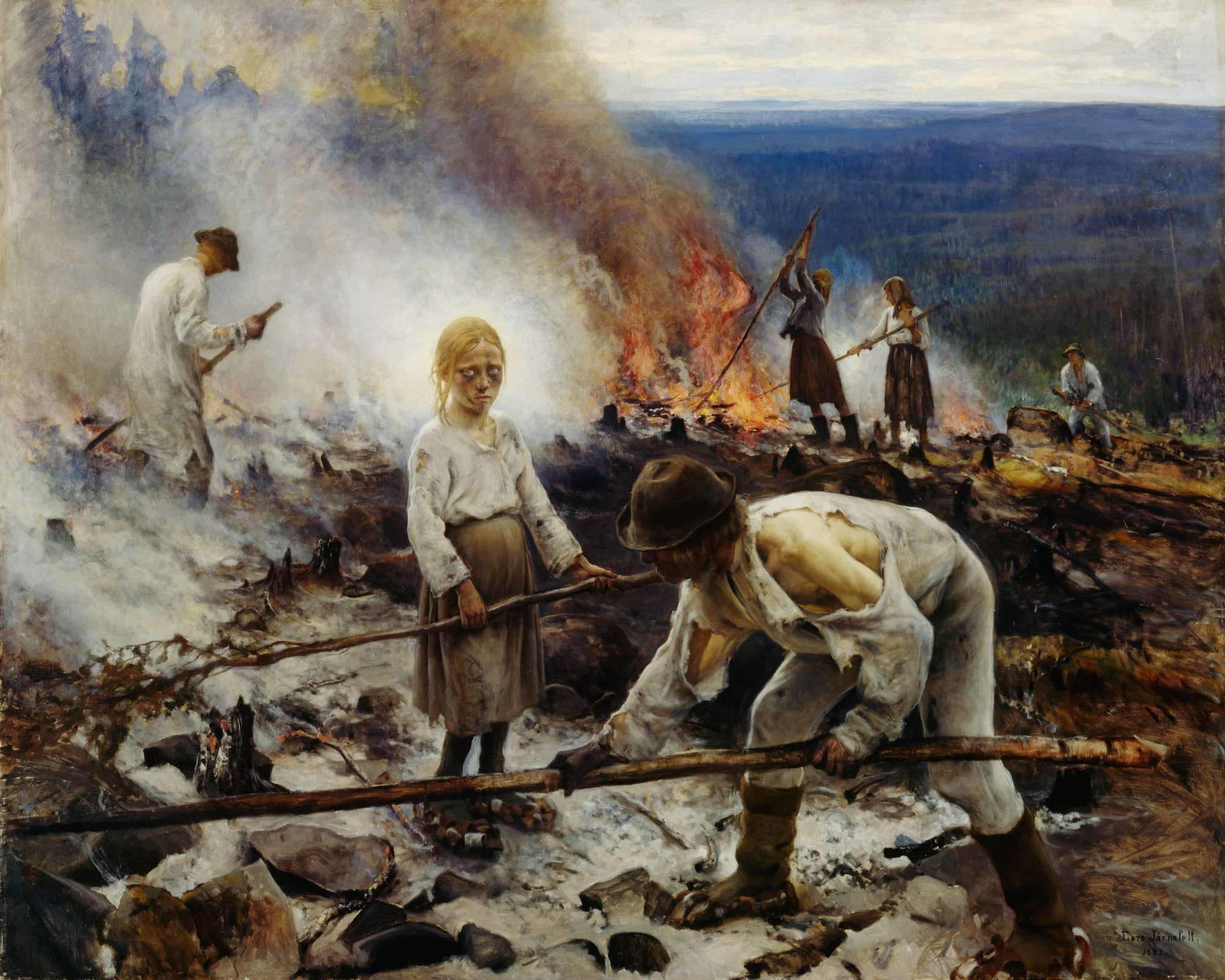
Burning the Brushwood (Under the Yoke, 1893)
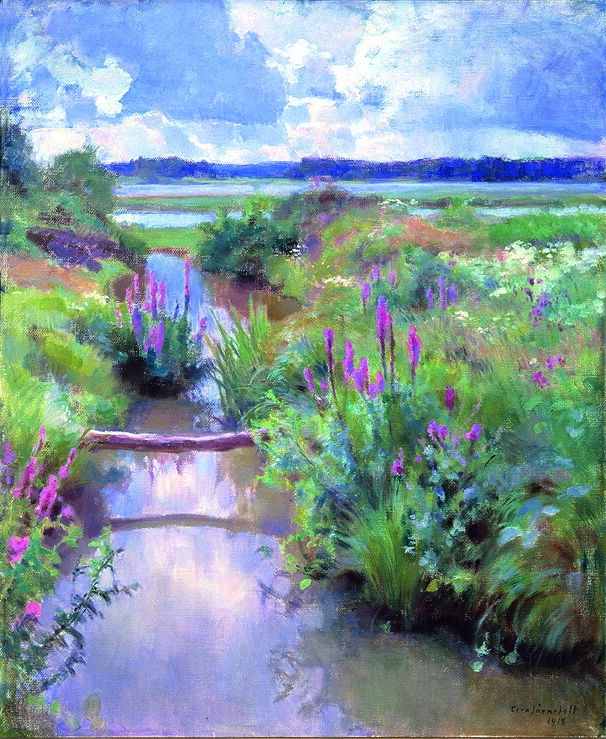
Blooming Summer (1918)
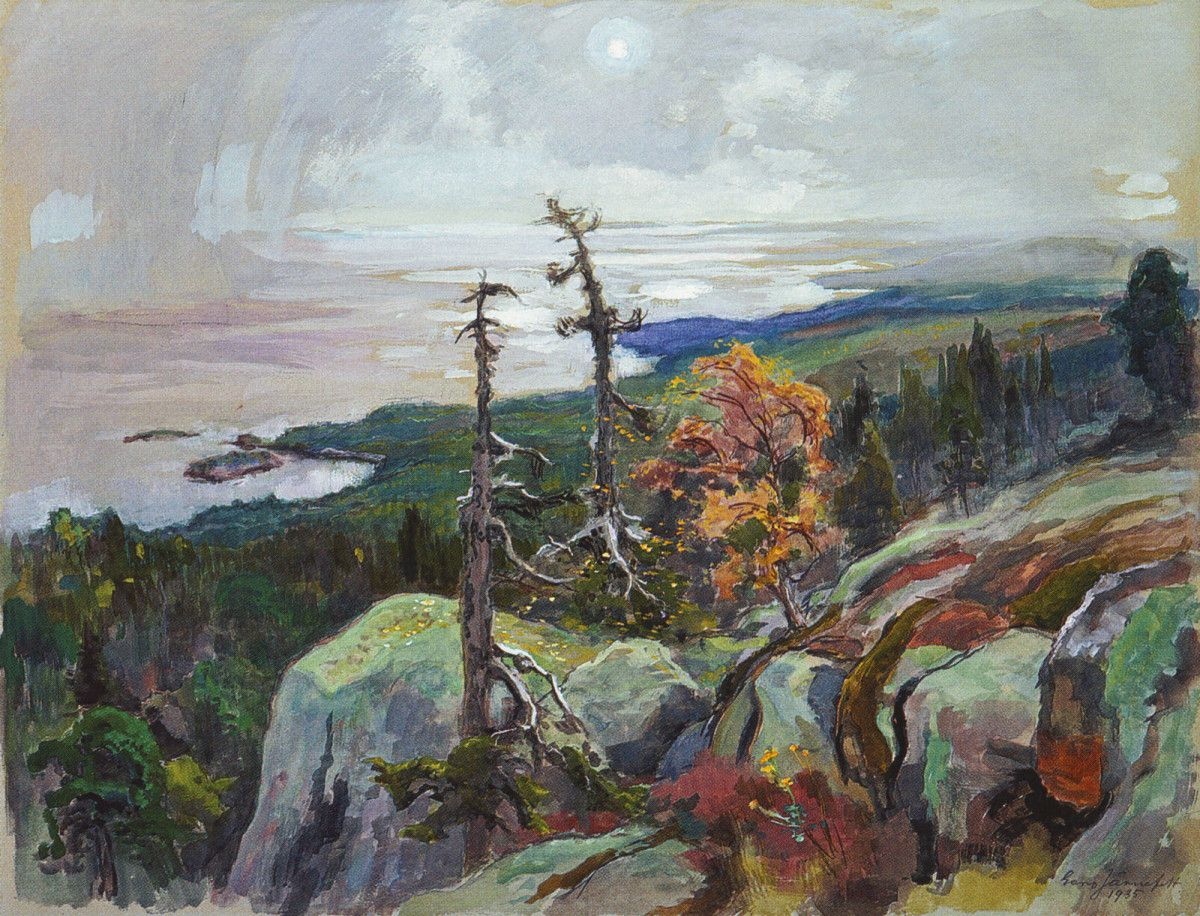
View of Koli (1935)